# 早稻田大學校友列表
早稻田大學校友列表條列早稻田大學的知名校友。

## 政治

### 中央行政首長
- 石橋湛山：经济学家，前首相。
- 竹下登：政治家，前首相。
- 海部俊樹：政治家，前首相。
- 森喜朗：政治家，前首相。
- 小淵惠三：政治家，前首相。
- 福田康夫：政治家，前任自民黨總裁及前日本首相。
- 野田佳彥：政治家，前首相。
- 岸田文雄：政治家，前首相。
- 羅福全：現任台灣亞東關係協會會長，曾任台灣驻日经贸代表处代表。
- 城仲模：台灣公法學者，曾任中华民国司法院副院長、司法院大法官。
- 廖仲愷：國民黨革命領袖，國民黨中央執行委員會委員，歷任外交部長、國防部長、財政部長、勞工部長。
- 曾昭科：前香港警務處助理警司。

### 地方行政首長
- 東國原英夫：政治家，前宮崎縣知事，藝人出身。
- 张善和：中华民国及中华人民共和国政治人物，曾任连江县县知事和县长。

### 民意代表
- 山崎拓：政治家，眾議院議員。
- 青島幸男：政治家，前參議院參議員，前東京都知事。
- 田中真紀子：眾議院議員
- 金丽秋：同盟会会员，革命党人，中华民国创始人之一，曾任中华民国招商局秘书长，第一届、第二届中华民国四川省参议员。
- 郭公木：中华民国和中華人民共和國政治人物，曾任福建多地縣長，中華民國制宪国民大会代表，第一届中華民國立法委员
- 陳美雅：高雄市議員。日本早稻田大學法律博士，高雄市議會黨團總召，國民黨中央文傳會副主委。

### 其他
- 史明：獨立台灣會創始人，著有《台灣人四百年史》。
- 金美齡：前中华民国總統府國策顧問。
- 宋教仁：中國政治家。
- 廖承志：中國共產黨員，外交家。
- 李大釗：中國共産黨創始人，中國政治家。
- 彭湃：中國共産黨早期領導人之一，中国现代农民运动先驱。
- 金硕甫：中國同盟会会员，革命党人，中华民国创始人之一。
- 杨沦白：中國同盟会会员，革命党人，中华民国创始人之一。
- 谢持：中國同盟会会员，革命党人，中华民国创始人之一。
- 赵铁桥：中國同盟会会员，革命党人，中华民国创始人之一。
- 陈漱云：中國同盟会会员，革命党人，中华民国创始人之一。
- 杨兆容：中國同盟会会员，革命党人，中华民国创始人之一。
- 李琴鹤：中國同盟会会员，革命党人，中华民国创始人之一。
- 连声海：中國同盟会会员，革命党人，广东革命政府（亦称中华民国陆海军大元帅大本营）秘书长。著有《铁道概论》、《金石粹言》
- 刘彦：中國同盟会会员，革命党人，中国民主革命家、政治家、教育家。中华民国创始人之一。代表作有：《中国外交史》、《中国交涉史》、《帝国主义压迫中国史》、《欧战期间中日交涉史》等。

## 文化

### 教育
- 和田茂穗：千葉經濟大學短期大學部教授。
- 葉千榮：華裔東海大學教授。
- 李正文：中原大學國際經營與貿易學系教授兼副教務長。

### 文學
- 村上春樹：小说家
- 新井一二三：作家
- 乙武洋匡：身心障礙作家
- 江戶川亂步：推理小說家
- 海野十三：SF作家、推理小說家
- 水谷准：编辑、推理小說家
- 高桥泰邦：推理小說家
- 日下圭介：推理小說家
- 北村薰：推理小說家
- 高桥泰邦：推理小說家
- 阿刀田高：推理小說家
- 会津八一：詩人、書法家與歷史學家。
- 北原白秋：詩人
- 西條八十：詩人
- 連城三紀彥：作家
- 高橋克彥：作家
- 寺山修司：作家
- 三浦紫苑：作家
- 絲山秋子：作家
- 恩田陸：作家
- 小川洋子：作家
- 角田光代：作家
- 白石一文：作家
- 重松清：作家
- 宮城谷昌光：小說家
- 吉行理惠：小說家與詩人
- 橋田壽賀子：劇作家
- 橫光利一（肄業）：小說家
- 謝冰瑩：中國作家
- 徐江：中國作家
- 康珍化：日本作詞家
- 钟敬文：中国民间文学和民俗学的开拓者之一
- 蘇曼殊：僧人，中國清末民初詩人、作家、翻譯家

### 劇作
- 山田太一：小說家與編劇家
- 北川悅吏子：編劇家
- 鎌田敏夫：作家與編劇家

### 漫畫
- 水澤惠：漫畫家
- 弘兼憲史：漫畫家
- 岡野剛：漫畫作畫

### 學者
- ：人類學研究家、神秘學家

## 演藝

### 導演演員
- 和田勉：導演
- 廣末涼子（肄業）：演员
- 大和田伸也：演員
- 室井滋：女演員
- 小川範子：女演員
- 今村昌平：導演
- 內野聖陽：演員
- 風間杜夫：演員
- 川野太郎：演員
- 北大路欣也：演員
- 是枝裕和：導演
- 瑳川哲朗：演員
- 篠田正浩：導演
- 白井晃：演員
- 寺田農：演員
- 中村吉右衛門：歌舞伎演員
- 藤木直人：演員與歌手
- 松本幸四郎：歌舞伎演員
- 藤村俊二：演員
- 吉永小百合：演員
- 渡瀨恆彥：演員
- 麻呂赤兒：演員與舞蹈家 河合龍之介
- 河合龍之介：演員
- 長塚京三：演員
- 菅原文太：演員
- 佐藤B作：演員
- 宇津井健：演員
- 石田純一：演員
- 堺雅人（肄業）：演員
- 益岡徹：演員
- 若本規夫：聲優與武道家
- 悠木碧：聲優
- 早見沙織：聲優
- 東山奈央：聲優
- 内山昂輝：聲優
- 齊藤壯馬：聲優
- 小野友樹：聲優
- 安野希世乃：聲優

### 音樂
- 青山威廉：混血男團intersection成員 作曲家 作詞家
- 小室哲哉：作曲家
- 小田和正：歌手
- 菅野洋子：作曲家
- 手越祐也：傑尼斯事務所旗下偶像組合NEWS成員
- 中丸雄一：傑尼斯事務所旗下偶像組合KAT-TUN成員
- 佐藤夏希：歌手
- 日高光啓：偶像組合AAA 之RAP擔當
- 仲俁汐里：原AKB48成員
- 駒沢浩人(koma'n/こまん)：ニコニコ出身，偶像團體ROOT FIVE隊長。
- 藪宏太：傑尼斯事務所旗下偶像組合Hey! Say! JUMP成員
- 华承妍：原名门奈智代，中日混血女歌手，前組合Def Will

- 本高克樹：傑尼斯事務所旗下小傑尼斯組合7 MEN 侍成員

## 體育

### 棒球
- 三原脩：前日本職棒讀賣巨人隊球員、教練
- 和田毅：日本職棒福岡軟體銀行鷹隊球員
- 青木宣親：美國職棒西雅圖水手隊球員
- 藤井秀悟：日本職棒東京養樂多燕子隊球員
- 鳥谷敬：日本職棒阪神虎隊球員
- 武內晉一：日本職棒東京養樂多燕子隊球員
- 田中浩康：日本職棒東京養樂多燕子隊球員
- 小宮山悟：日本職棒千葉羅德海洋隊球員
- 吳明捷：台灣嘉義農林棒球隊的第一代球員
- 齋藤佑樹：日本職棒北海道日本火腿鬥士隊球員

### 花式滑冰
- 村主章枝：花式滑冰運動員
- 荒川靜香：花式滑冰運動員
- 羽生結弦：花式滑冰運動員

### 乒乓球
- 福原爱：乒乓球運動員

### 健美
- 山岸秀匡：健美運動員，首位進入奧林匹克賽的真正意義上的亞洲人

### 橄欖球
- 柯子彰：台灣橄欖球之父

### 田徑
- 張星賢：第一位參加奧林匹克運動會的台灣人。
- 大迫傑 （页面存档备份，存于）：日本男子馬拉松紀錄保持人：2:05:50(於2018年10月7日芝加哥馬拉松創下)

### 棋藝
- 青葉薰：日本女棋士

## 經濟

### 游戏
- 山内溥

### 建築、不動產
- 今井兼次：建築師、早稻田大學教授

### 大眾傳播
- 海老澤勝二：日本放送協會前會長。
- 久米宏：播報員
- 平野啟子：播報員
- 阿部涉：播報員
- 山根基世：播報員
- 菊間千乃：播報員
- 藤田真奈美：播報員
- 筑紫哲也：記者

### 零售通路
- 徐重仁：台灣統一超商股份有限公司總經理
- 角川歷彥：角川書店董事長

## 其他
- 野村萬作：狂言師